# Anna-Göldi-Stiftung
Die Anna Göldi-Stiftung wurde zum 225-Jahre-Gedenken an die Sennwalder Magd Anna Göldi gegründet, die in Glarus einem Justizmord zum Opfer fiel. Die Stiftung ist Trägerin des Anna Göldi Museum und verleiht zweijährlich den Anna-Göldi-Menschenrechtspreis.

## Zweck und Ziele
Die Stiftung bezweckt die Wahrung des Gedenkens an die am 13. Juni 1782 hingerichtete Anna Göldi. Sie bezweckt zudem die publizistische Unterstützung von diskriminierten Randgruppen und Minderheiten sowie Opfern von Willkür und Menschenrechtsverletzungen.
Die Stiftung ist Besitzerin des Anna Göldi Museum in Glarus, Ennenda, welches 2017 eröffnet wurde und zu den bedeutendsten kulturellen Sehenswürdigkeiten der Schweiz gehört. Das Museum erinnert an das Schicksal der 1782 hingerichteten Magd und setzt ein wichtiges Zeichen für das Ringen um Menschenrechte bis zur heutigen Zeit.

## Organisation
Die Stiftung hat ihren Sitz im Kanton Glarus. Die Stiftung verfolgt öffentliche und gemeinnützige Zwecke. Ihr oberstes Organ ist der Stiftungsrat. Die Stiftung verleiht alle zwei Jahre den Anna Göldi Menschenrechtspreis an Persönlichkeiten, die sich heute gegen Justiz- und Behördenwillkür einsetzen.

### Stiftungsrat
- Präsidentin: Veronika Britt, Finanzexpertin[3]
- Vizepräsident: Peter Bertschinger
- Nicole Billeter, Historikerin
- Ursula Helg, Museumsleiterin
- Susan Honegger, Sozialpädagogin, Künstlerin
- Helen Thomas, Senior Researcher ETH, Architektin, Autorin, Verlegerin
- Francesca Trento, Theologin und Journalistin

Ehrenmitglieder:
- Peter Bertschinger, dipl. Ing. ETH
- Peter Jenny, Prof. em. ETH Zürich
- Elisabeth Kopp (1936–2023), Alt-Bundesrätin

## Aktivitäten

### Aufarbeitung und Rehabilitation
2007 stellte Walter Hauser sein Buch Der Justizmord an Anna Göldi vor. Bei seinen Recherchen stiess er auf neue Originaldokumente. So konnte er beweisen, dass der Gerichtsschreiber Johann Melchior Kubli die geheimen Akten zwei deutschen Journalisten übergeben hatte, die den Fall publik machten. Die Bekanntmachung und die daraus resultierende Empörung führten letztlich mit dazu, dass Anna Göldi als letzte Hexe in Europa in die Geschichte einging. Hauser hatte mit seinem Buch die Rehabilitation angestossen.

## Anna Göldi-Gedenktag und Menschenrechtspreis
Die Anna Göldi-Stiftung will mit Gedenktag an das Unrecht erinnern, das Anna Göldi mit ihrer Hinrichtung am 13. Juni 1782 widerfahren ist. Der Gedenktag soll bewusst machen, dass auch in der heutigen Zeit noch viel Unrecht passiert.
- 13. Juni 2007: Buchvorstellung Der Justizmord an Anna Göldi[8]
- 13. Juni 2009: Verleihung des Anna Göldi-Menschenrechtspreis an Luzius Wildhaber, langjähriger Präsident des Europäischen Gerichtshofes für Menschenrechte in Strassburg
- 13. Juni 2010: Buchvorstellung Johann Melchior Kubli – Fürsprecher im Hexenhandel um Anna Göldi
- 18. Juni 2011: Verleihung des Anna Göldi-Menschenrechtspreises an Amira Hafner-Al Jabaji[9]
- 13. Juni 2012: Gedenkveranstaltung im Zürcher Grossmünster
- 13. Juni 2013: Führung zum einstigen Richtplatz
- 13. Juni 2014: Einweihung des Anna Göldi-Mahnmals in Glarus[10]
- 13. Juni 2015: Verleihung des Anna Göldi-Menschenrechtspreises an Ursula Biondi und Turi Honegger[11]
- 18. Juni 2016: Vorstellung Ausstellungskonzept Anna Göldi Museum
- 24. Juni 2017: Öffentlicher Vortrag Johann Melchior Kubli, ein Wegbereiter der Menschenrechte von Nicole Lieberherr und Walter Hauser
- 16. Juni 2018: Verleihung des Anna Göldi-Menschenrechtspreises an Mariella Mehr
- 18. Juni 2019: Referat von IKRK-Präsident Peter Maurer über Krieg und sexuelle Gewalt
- 13. Juni 2020: Verleihung des Anna Göldi-Menschenrechtspreises an den Verein Miteinander Valzeina
- 12. Juni 2022: Lauter Frauen. Caroline Arni stellt ihr Buch vor.